# Йохан Кристиян фон Енгел
Йохан Кристиян фон Енгел (на немски: Johann Christian von Engel) (1770 – 1814) е австро-унгарски историк, работил дълги години като висш административен служител във Виена. Някои учени го считат за родоначалник на модерната научна историческа българистика.
Неговата „История на Украйна и на казаците“, Хале, 1796 г. (на немски: „Die Geschichte der Ukraine und der ukrainische Kosaken, wie auch der Königreiche Halitsch-Wladimir“) е един от първите известни исторически трудове за Украйна.

## Съчинения
Енгел включва историята на българите в своята „История на съседните на Унгарското кралство народи“ (на немски: „Geschichte des ungarischen Reiches und seiner Nebenländer“), която излиза като т. 31 на „Всеобщата световна история“, Хале, 1797 г.
Той вижда в историята на българите основание за техния суров характер. Турското робство задушава у българите „всякакъв зародиш на човещина“.
„Турското робство обижда духовното достойнство на народа. Вместо Охридския владика, сега в Русчук седи един владика, подчинен на патриарха от Цариград.“
По-нататък той ясно и смело изказва симпатия и подкрепа към българите: „България трябва да се причисли към онези страни, които очакват една оздравяваща революция в европейската система… Все още в страната светлее под пепелта много човешки разум: само един могъщ полъх на човечността и той ще избухне в пламъци“
Въпреки научните несъвършенства „Историята на българите в Мизия“ на Енгел заема съществено място в българистиката и в книжовната защита на правото на българите да бъдат самостоятелни и свободни.